# Wilson Whineray
Sir Wilson James Whineray KNZM, OBE (* 10. Juli 1935 in Auckland, Neuseeland; † 22. Oktober 2012 ebenda) war ein neuseeländischer Rugby-Union-Nationalspieler auf der Position des Pfeilers. Im Anschluss an seine aktive Zeit im Rugby wurde er ein sehr erfolgreicher Wirtschaftsmanager.
Wilson Whineray gilt als einer der besten Rugbyspieler aller Zeiten. Für seine Verdienste im Rugby sowie in der Wirtschaft bekam er sowohl den britischen als auch den neuseeländischen Verdienstorden verliehen. 1998 wurde er von Königin Elisabeth II. zum Ritter geschlagen und durfte sich seitdem Sir Wilson Whineray nennen.

## Rugbykarriere
Nach seinem Schulabschluss an der renommierten Auckland Grammar School, für die er auch Rugby spielte, war Whineray für kurze Zeit ein Hilfsarbeiter in der Landwirtschaft. Bald darauf studierte er Agrarwirtschaft am Massey Agricultural College und Lincoln College. Aufgrund dieser häufigen Ortswechsel lief er in knapp sieben Jahren für nicht weniger als sechs Provinzmannschaften auf.
Whineray begann seine Rugbykarriere 1953 bei dem kleinen Provinzverband Wairarapa RFU. Danach spielte er in den folgenden zwei Jahren für die Mid Canterbury RFU und die Manawatu RU. Nach guten Leistungen wurde er für den Kader der neuseeländischen U21-Nationalmannschaft nominiert. Mit ihr unternahm er 1955 eine Tour nach Ceylon (heute Sri Lanka).
1956 wechselte Whineray mit 21 Jahren zur Canterbury RFU, wo er noch im selben Jahr den endgültigen Durchbruch schaffte. Mit Canterbury und der Auswahlmannschaft der neuseeländischen Universitäten gelang es ihm, die zu dieser Zeit in Neuseeland tourende Südafrikanische Rugby-Union-Nationalmannschaft (Springboks), jeweils zu schlagen.
Ein Jahr später debütierte er, während einer Tour in Australien, am 18. Mai für Neuseeland (All Blacks) bei einem Spiel gegen die Auswahl von New South Wales in Sydney. Das Spiel wurde von den All Blacks mit 19:3 gewonnen. Sieben Tage danach folgte dann, wieder in Sydney, das Länderspieldebüt gegen Australien (Wallabies) mit einem 25:11-Sieg. Nach diesem Debüt gehörte er bis zu seinem Nationalmannschaftsrücktritt 1965 ununterbrochen zu den Stammspielern. Im zweiten sowie letzten Länderspiel der Tour konnten die Neuseeländer ebenfalls gewinnen und somit den Bledisloe Cup verteidigen.
Bereits vor Whinerays drittem offiziellen Länderspiel wurde er 1958 für die Testserie gegen Australien zum Kapitän der All Blacks ernannt. Unter seiner Führung konnte der Bledisloe Cup erneut verteidigt werden. So erzielte er gleich im ersten Test als Kapitän gegen die Wallabies zwei Versuche. Von da an war er bis 1965 sieben Jahre lang durchgehend Nationalmannschaftskapitän. Bis heute war niemand über einen längeren Zeitraum Spielführer von Neuseeland. 1959 kehrte er in seine Heimatstadt Auckland zurück, um für die Auckland RFU zu spielen. Mit den All Blacks konnte Whineray im selben Jahr eine Testserie über vier Spiele gegen die British Lions 3:1 gewinnen.
Im Jahr 1960 gewann er mit Auckland den Ranfurly Shield und verteidigte diesen drei Jahre lang. Der Ranfurly Shield ist die bedeutendste nationale Trophäe des neuseeländischen Rugbys.
Im Gegensatz dazu war die Testserie in Südafrika gegen die Springboks im Jahr 1960 mit zwei Niederlagen, einem Unentschieden und einem Sieg eine Enttäuschung. Damit scheiterten die All Blacks an der Aufgabe, den ersten Gewinn einer Testserie über die Springboks in Südafrika zu erreichen.
Der Höhepunkt seiner Rugbykarriere war die Europatour 1963/64, bei der den All Blacks beinahe ihr erster Grand Slam gelungen wäre. Nachdem man bereits England, Irland und Wales schlagen konnte, fehlte nur noch ein Sieg gegen Schottland. Dieser blieb Wilsons Neuseeländern jedoch aufgrund eines 0:0-Unentschiedens verwehrt. Zum Ende seiner Karriere konnten die All Blacks 1965 noch einmal drei von vier Spielen gegen Südafrika in Neuseeland gewinnen. Nach diesem Erfolg beendete Whineray seine Nationalmannschaftskarriere, bevor er 1966 endgültig vom aktiven Rugbysport zurücktrat.
In den 1970er Jahren betätigte er sich für kurze Zeit als Trainer der Schulmannschaften von Grammar (Auckland) und Onslown (Wellington).

## Beruflicher Werdegang
Nach dem Rugby studierte Wilson an der Harvard University und erreichte dort den Abschluss des MBA. 1969 ging er zum Unternehmen Alex Harvey Industries, das 1985 mit Carter Holt zur heutigen australasiatischen Forstwirtschaftsgesellschaft Carter Holt Harvey Limited (CHH) fusionierte.
Dort war er seit 1987 stellvertretender Geschäftsführer und wurde zwei Jahre später Vorstandsmitglied. 1993 wählte man ihn zum Aufsichtsratsvorsitzender der CHH. 2003 gab er nach zehn Jahren dieses Amt ab. Danach war er weiterhin der Aufsichtsratsvorsitzende der ANZ National Bank (Neuseeland), eines Tochterunternehmens der Australia and New Zealand Banking Group, und Geschäftsführer der australischen APN News & Media (APN). APN ist Eigentümer der auflagenstärksten neuseeländischen Tageszeitung namens NZ Herald.

## Tod
Wilson Whineray starb am 22. Oktober 2012 in seiner Heimatstadt Auckland im Alter von 77 Jahren.